# Conseil européen extraordinaire des 24 et 25 mai 2021
Les échanges des dirigeants de l'Union européenne ont porté en priorité sur la Biélorussie par suite de la crise provoquée par l'atterrissage forcé d'un vol Ryanair à Minsk le 23 mai 2021 en vue de l'arrestation de l'opposant Roman Protassevitch. Les dirigeants ont aussi débattu des relations avec la Russie et fait le point sur la pandémie de Covid-19 en Europe.

## Relations avec la Biélorussie
Pour répondre en urgence à la situation de crise créée par l'atterrissage forcé du vol Ryanair à Minsk, en Biélorussie, le 23 mai 2021, et par la détention du journaliste Roman Protassevitch et de Sofia Sapega, les dirigeants de l'UE se sont saisis de ce sujet qui ne figurait pas à l'ordre du jour. Le Conseil européen a,:
- exigé que Roman Protassevitch et Sofia Sapega soient immédiatement libérés,
- demandé à l'Organisation de l'aviation civile internationale d'enquêter sur cet incident,
- invité le Conseil à adopter le plus tôt possible des sanctions pertinentes à l'encontre de personnes et d'entités,
- demandé au Conseil d'adopter de nouvelles sanctions économiques ciblées et a invité le haut représentant et la Commission à soumettre sans tarder des propositions,
- demandé à tous les transporteurs établis dans l'UE d'éviter le survol de la Biélorussie,
- demandé au Conseil d'adopter des mesures pour interdire le survol de l'espace aérien de l'UE par les compagnies aériennes biélorusses et empêcher l'accès aux aéroports de l'UE pour les vols opérés par ces compagnies,
- exprimé sa solidarité avec la Lettonie à la suite de l'expulsion injustifiée de diplomates lettons.

## Relations avec la Russie
Les dirigeants de l'UE ont tenu un débat stratégique sur la Russie. Ils condamnent les activités russes illégales, provocatrices et déstabilisatrices. Le Conseil européen réaffirme son attachement aux cinq principes qui régissent la politique de l'UE à l'égard de la Russie,:
- la mise en œuvre intégrale des accords de Minsk,
- le renforcement des relations avec les pays partenaires d'Europe orientale,
- le renforcement de la résilience de l'UE dans des domaines tels que la sécurité énergétique, les menaces hybrides et la communication stratégique,
- une coopération sélective avec la Russie sur des questions présentant un intérêt manifeste pour l'UE,
- un soutien aux contacts interpersonnels.

## Sources

#### Documents de l'UE
- « Réunion extraordinaire du Conseil européen, 24-25 mai 2021 », sur Consilium, 25 mai 2021.
- « Conclusions du Conseil européen des 24 et 25 mai 2021 », sur Consilium, 25 mai 2021.

#### Articles
- Jean-Pierre Stroobants, « Les Vingt-Sept sanctionnent la Biélorussie mais s’interrogent », Le monde,‎ 26 mai 2021 (lire en ligne).
- Alain Barluet, « L’Europe place Minsk en quarantaine », Le Figaro,‎ 25 mai 2021 (lire en ligne).

## Compléments